# Rejon szewczenkowski (obwód lwowski)
Rejon szewczenkowski (ukr. Шевченківський район) – dawna jednostka podziału administracyjnego Ukraińskiej Socjalistycznej Republiki Radzieckiej (rejon) w Związku Socjalistycznych Republik Radzieckich między 17 stycznia a 10 września 1940 roku. Należał do obwodu lwowskiego. Siedziba władz rejonu znajdowała się w Szewczenku (przed wojną Parchacz, obecnie Międzyrzecze).
Rejon szewczenkowski z siedzibą w Parchaczu (który równocześnie przemianowano na Szewczenko) został utworzony 17 stycznia 1940 na podstawie dekretu Prezydium Rady Najwyższej USRR o podziale na rejony zachodnich obwodów USRR, kiedy to w obwodzie lwowskim utworzono 37 rejonów, między innymi szewczenkowski. Rejon objął następujące obszary:
- całą gminę Parchacz;
- większą część gminy Korczyn (bez gromad Byszów, Rzeszowice, Torki i Zboiska we wschodnim uskoku);
- część gminy Bełz na południe od Linii Mołotowa (gromady Góra, Kuliczków, Prusinów i Waniów);
- część gminy Krystynopol na południe od Linii Mołotowa (gromady Bendiuchy i Głuchów Południowy).

Obszary te należały przed wojną do powiatu sokalskiego w województwie lwowskim.
10 września 1940 rejon szewczenkowski zniesiono, a jego obszar włączono do rejonów radziechowskiego (część wschodnią, czyli miejscowości dawnej gminy Korczyn) i wielkomostowskiego (część zachodnią, pozostałe miejscowości)